# Pobladores de México
Pobladores de México är en ort i Mexiko.   Den ligger i kommunen Soto la Marina och delstaten Tamaulipas, i den centrala delen av landet, 500 km norr om huvudstaden Mexico City. Pobladores de México ligger 550 meter över havet och antalet invånare är 127.
Terrängen runt Pobladores de México är varierad. Pobladores de México ligger uppe på en höjd som går i nord-sydlig riktning. Runt Pobladores de México är det mycket glesbefolkat, med 2 invånare per kvadratkilometer. Närmaste större samhälle är El Sabinito, 10,9 km nordost om Pobladores de México. I omgivningarna runt Pobladores de México växer i huvudsak städsegrön lövskog.